# Сполдинг (Оклахома)
Сполдинг (енгл. Spaulding) град је у америчкој савезној држави Оклахома.

## Демографија
По попису из 2010. године број становника је 178, што је 116 (187,1%) становника више него 2000. године.
| Група             | 2000.      | 2010.       |
| Белци             | 51 (82,3%) | 144 (80,9%) |
| Афроамериканци    | 0 (0,0%)   | 0 (0,0%)    |
| Азијати           | 0 (0,0%)   | 1 (0,6%)    |
| Хиспаноамериканци | 0 (0,0%)   | 6 (3,4%)    |
| Укупно            | 62         | 178         |